# 京都府立網野高等学校
京都府立網野高等学校（きょうとふりつ あみのこうとうがっこう）は、京都府京丹後市網野町網野にあった公立高等学校。また、同市丹後町には、昼間定時制課程の間人分校（たいざぶんこう）が設置されていた。
2020年（令和2年）4月、当校と京都府立久美浜高等学校と統合した京都府立丹後緑風高等学校が開校し、網野学舎が併設された。また間人分校は募集停止した。

## 設置学科
本校（全日制課程）
- 普通科
- 企画経営科（商業に特化した学科）

間人分校（昼間定時制課程）
- 普通科

## 沿革
- 1948年（昭和23年）4月1日 - 全日制普通科が設置される[1]。
- 1948年（昭和23年）5月15日 - 仮校舎で京都府立網野高等学校が開校[1]。
- 1948年（昭和23年）9月1日 - 本校・間人分校・宇川分校に定時制普通科が設置される[1]。
- 1952年（昭和27年）4月1日 - 全日制商業科が設置される[1]。
- 1981年（昭和56年）4月1日 - 本校の定時制の募集を停止する[1]。
- 1994年（平成6年）4月1日 - 商業科の募集を停止し、企画経営科が設置される[1]。
- 2020年（令和2年）3月 - 生徒募集停止。
- 2020年（令和2年）4月 - 京都府立丹後緑風高等学校が開校し、本校内に網野学舎が置かれた。
- 2020年（令和2年）4月 - 宮津高校伊根分校　網野高校間人分校　峰山高校弥栄分校の統合校として、峰山高校弥栄分校内に京都府立清新高等学校が開校。
- 2022年（令和4年）3月1日 - 全日制最終学年の卒業式が行われ、続いて新校への「継承式」が挙行された。2021年度末をもって全日制については京都府立丹後緑風高等学校へ移行する[2][3]。
- 2023年（令和5年）3月 - 網野高校間人分校が閉校[4]。

## 部活動
男子新体操部や、経営実習部など珍しい部活動がある。1988年（昭和63年）の第43回国民体育大会の会場が京都府北部に決定したことで、1986年（昭和61年）にはレスリング部が創部した。レスリング部は全国的な強豪として知られており、オリンピック選手の伊調千春や井上謙二や高谷惣亮、世界選手権優勝の篠村敦子や正田絢子や堀内優などを輩出している。

## 著名な出身者
- 伊調千春（レスリング選手）
- 井上謙二（レスリング選手）
- 篠村敦子（レスリング選手）
- 正田絢子（レスリング選手）
- 堀内優（レスリング選手）
- 高谷惣亮（レスリング選手）
- 高谷大地（レスリング選手）
- 高橋夢大（レスリング選手）
- 伊藤海（レスリング選手）
- 安達朋博（ピアニスト）
- 志水見千子（陸上競技選手）
- 寒川進（車いす陸上選手）
- 松嶋こよみ (総合格闘家)